# Wagner's War
| Críticas profissionais | Críticas profissionais |
| Avaliações da crítica  | Avaliações da crítica  |
| Fonte                  | Avaliação              |
| ---------------------- | ---------------------- |
| Allmusic               | [ 1 ]                  |

Wagner's War é o 5o EP, e o 7o álbum, da discografia da premiada guitarrista virtuose inglesa The Great Kat.

## Faixas
O álbum é dividido em 3 atos:

Act I: War

1. Wagner's "The Ride Of The Valkyries" For Symphonie Orchestra & Opera Singers	1:34

2. "War"	1:24

3. "Terror"	1:22

Act II: Revenge

4. "Punishment"	1:28

5. "Humiliation"	1:07

Act III: Victory

6. Liszt's "Hungarian Rhapsody #2" For Symphony Orchestra & Band	2:11

7. Sarasate's "Zapateado" For Violin, Piano & Band	1:58

## Créditos Musicais
- The Great Kat - Guitarras / Vocais / Violino
- Jeff Ingegno - Baixo
- Lionel Cordew - Bateria

## Prêmios e Indicações
- Frankfurter Rundschau Newspaper - The Best Records 2011[3]
- Berliner Zeitung Newspaper - The Best Records 2011[4]